# Глубокое (озеро, Осташковский городской округ, у деревни Карповщина)
Глубо́кое, Карповщина — озеро на северо-западе Тверской области России, в Осташковском районе, в 15 километрах на запад от Осташкова. Озеро принадлежит бассейну Селигера и Волги.
Площадь озера Глубокое 6,53 км², длина 5,6 км, ширина до 2,1 км. Высота над уровнем моря — 224 метра, длина береговой линии 22,3 километра, наибольшая глубина — 7,6 метров, средняя глубина 4,8 метра. Площадь водосборного бассейна — 58,2 км². 
Озеро имеет овальную, слегка вытянутую с запада на восток форму. Берега местами высокие и сухие, местами заболоченные. На берегах леса, сельскохозяйственные угодья, на южном берегу три деревни — Пихтень, Носовица и Карповщина, через которые проходит автодорога. Происхождение озера моренно-аккумулятивное. Сток из озера через небольшую речушку Глубочица, вытекающую из восточной части озера и впадающую через 8,6 километра в Несецкий плёс Селигера.
Озеро используется для отдыха, рыбалки и охоты.